# Gross Barmen Hot Springs
Pour les articles homonymes, voir Barmen (homonymie).
Gross Barmen est une zone peuplée historique du centre de la Namibie et également, depuis 1977, un centre de loisirs.
Gross Barmen est situé sur la route de district no 1972, à 25 km au sud-est d'Okahandja, dans la région d'Otjozondjupa. Sa proximité de la capitale Windhoek en fait une destination de week-end populaire pour les habitants.

## Source d'eau chaude
Le centre de loisirs de Gross Barmen a été construit en 1977. L'eau de la source provient d'une nappe située à une profondeur de 2 500 m.
L'eau sort du sol à une température de 65 °C et est refroidie à environ 40 °C pour le thermalisme.